# Ichneumon iwatensis
Ichneumon iwatensis là một loài tò vò trong họ Ichneumonidae.